# John Morphett

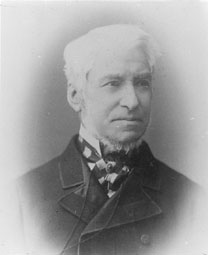
Sir John Morphett (1885)

Sir John Morphett, Kt (* 4. Mai 1809 in London; † 7. November 1892 in Cummins House, Adelaide, South Australia) war ein australischer Politiker, der unter anderem zwischen 1843 und 1855 und erneut von 1857 bis 1873 Mitglied des South Australian Legislative Council sowie zwischen 1865 und 1873 auch Präsident des Legislativrates war.

## Leben
John Morphett war ein Sohn des Londoner Solicitor Nathaniel Morphett und dessen Ehefrau Mary Gliddon Morphett sowie ein älterer Bruder von George Morphett (1811–1893), der ebenfalls ein früher Siedler in South Australia sowie zwischen 1860 und 1861 kurzzeitig Mitglied des South Australian House of Assembly war, des Unterhauses des Parlaments. Er selbst trat nach Beendigung der Schule in ein Londoner Handelsbüro ein und wurde 1830 Mitarbeiter des Kontorhauses von Harris & Co. in Alexandria. 1834 kehrte er nach London zurück und interessierte sich für die South Australian Association und die Gründung einer Kolonie in Südaustralien nach den von Edward Gibbon Wakefield vertretenen Prinzipien der systematischen Kolonisierung. 1835 war er einer der energischsten Befürworter der neuen Provinz und kam im September 1836 in Südaustralien an, wo er zu den ersten Siedlern gehörte und sich bei der Gründung verschiedener Institutionen und Organisationen engagierte. 1840 wurde er Kämmerer von Adelaide und am 15. Juni 1843 zum Mitglied des Legislativrates der Kolonie gewählt, dem er bis zum 30. Oktober 1855 angehörte. Er fungierte zwischen 1851 und 1855 auch als dessen Sprecher.
Morphett wurde nach der Verabschiedung der neuen demokratischen Verfassung bei der ersten Wahl am 9. März 1857 zum Mitglied des South Australian Legislative Council gewählt, des nunmehrigen Oberhauses des Parlaments von South Australia nach dem britischen Westminster-System, und gehörte diesem bis zum 2. April 1873 an. Am 4. Februar 1861 wurde er in die Regierung von Premier Thomas Reynolds berufen und fungierte in dieser bis zum 8. Oktober 1861 als Chief Secretary und damit als Chefsekretär der Regierung. Am 31. Mai 1865 wurde er als Nachfolger seines Schwiegervaters James Hurtle Fisher schließlich zweiter Präsident des Legislative council und bekleidete dieses Amt bis zu seinem Ausscheiden aus dem Legislativrat am 2. April 1873, woraufhin William Milne dieses Amt übernahm. Für seine Verdienste wurde er am 30. April 1870 als Knight Bachelor (Kt) nobilitiert, wodurch er fortan das Prädikat „Sir“ führte.
Am 15. August 1838 heiratete John Morphett Elizabeth Fisher, die älteste Tochter von John Hurtle Fisher (1790–1875), der unter anderem zwischen 1840 und 1842 erster Bürgermeister von Adelaide war, dieses Amt erneut von 1852 bis 1854 bekleidete und zudem zwischen 1857 und 1865 als Mitglied und erster Präsident des South Australian Legislative council fungierte. Aus dieser Ehe gingen sechs Töchter und vier Söhne hervor. Sein Enkel George Cummins Morphett (1876–1963) war zwischen 1933 und 1938 Mitglied des South Australian House of Assembly, des Unterhauses des Parlaments.

## Hintergrundliteratur
- G. C. Morphett: The Life and Letters of Sir John Morphett, Adelaide 1936
- Parliament of South Australia: Statistical Record of the Legislature 1836–2007 (Memento vom 11. März 2019 im Internet Archive)
- Gordon Desmond Combe: Responsible Government in South Australia, Band 1, Wakefield Press, 2009, ISBN 978-1-86254-843-5 (Onlineversion (Auszug))